# Leptobryum
Leptobryum és un gènere de molses de la família de les Briàcies. Conté unes 6 espècies repartides per tots els continents. Leptobryum pyriforme és l'única espècie del gènere present als Països Catalans.

## Taxonomia
- Leptobryum acutum
- Leptobryum lutescens
- Leptobryum patagonicum
- Leptobryum pyriforme
- Leptobryum sericeum
- Leptobryum wilsonii